# BNP Paribas Open 2019
BNP Paribas Open 2019 (còn được biết đến với Indian Wells Masters 2019) là một giải quần vợt chuyên nghiệp diễn ra tại Indian Wells, California vào tháng 3 năm 2019. Đây là lần thứ 44 của giải đấu nam và 31 của giải đấu nữ, và là một phần của sự kiện ATP World Tour Masters 1000 của ATP Tour 2019 và sự kiện Premier Mandatory của WTA Tour 2019. Cả hai sự kiện nam và nữ đều được diễn ra tại Indian Wells Tennis Garden ở Indian Wells, California, từ ngày 4 tháng 3 đến ngày 17 tháng 3 năm 2019, thi đấu trên mặt sân cứng.
Tất cả các tay vợt đơn trong top 75 của WTA và ATP Tour đều được tham dự, nhưng nhà vô địch hai lần Maria Sharapova đã rút lui ba tuần trước khi giải đấu bắt đầu vì chấn thương vai phải.
Juan Martín del Potro và Naomi Osaka, đều lần đầu tiên vô địch Indian Wells, là đương kim vô địch của nội dung nam và nữ. Del Potro đã rút lui trước khi giải đấu bắt đầu vì chấn thương đầu gối. Osaka thua ở vòng 4 trước Belinda Bencic.

## Điểm và tiền thưởng

### Phân phối điểm
| Sự kiện | VĐ   | CK  | BK  | TK  | 1/16 | 1/32 | 1/64 | 1/128 | Q  | Q2 | Q1 |
| Đơn nam | 1000 | 600 | 360 | 180 | 90   | 45   | 25*  | 10    | 16 | 8  | 0  |
| Đôi nam | 1000 | 600 | 360 | 180 | 90   | 0    | —    | —     | —  | —  | —  |
| Đơn nữ  | 1000 | 650 | 390 | 215 | 120  | 65   | 35*  | 10    | 30 | 20 | 2  |
| Đôi nữ  | 1000 | 650 | 390 | 215 | 120  | 10   | —    | —     | —  | —  | —  |

- Tay vợt được miễn sẽ nhận điểm vòng 1.

### Tiền thưởng
| Sự kiện | VĐ         | CK       | BK       | TK       | 1/16    | 1/32    | 1/64    | 1/128   | Q2     | Q1     |
| Đơn nam | $1,340,860 | $654,860 | $327,965 | $167,195 | $88,135 | $47,170 | $25,465 | $15,610 | $4,650 | $2,380 |
| Đơn nữ  | $1,340,860 | $654,860 | $327,965 | $167,195 | $88,135 | $47,170 | $25,465 | $15,610 | $4,650 | $2,380 |
| Đôi nam | $439,350   | $214,410 | $107,470 | $54,760  | $28,880 | $15,460 | —       | —       | —      | —      |
| Đôi nữ  | $439,350   | $214,410 | $107,470 | $54,760  | $28,880 | $15,460 | —       | —       | —      | —      |

## Nội dung đơn ATP

### Hạt giống
Dưới đây là các tay vợt được xếp loại hạt giống. Xếp hạng và hạt giống dựa trên bảng xếp hạng ATP vào ngày 4 tháng 3 năm 2019.
| Hạt giống | Xếp hạng | Tay vợt               | Điểm trước thi đấu | Điểm bảo vệ | Điểm giành được | Điểm sau thi đấu | Thực trạng                                           |
| --------- | -------- | --------------------- | ------------------ | ----------- | --------------- | ---------------- | ---------------------------------------------------- |
| 1         | 1        | Novak Djokovic        | 10,955             | 10          | 45              | 10,990           | Third round lost to Philipp Kohlschreiber            |
| 2         | 2        | Rafael Nadal          | 8,365              | 0           | 360             | 8,725            | Semifinals withdrew due to right knee injury         |
| 3         | 3        | Alexander Zverev      | 6,595              | 10          | 45              | 6,630            | Third round lost to Jan-Lennard Struff               |
| 4         | 4        | Roger Federer         | 4,600              | 600         | 600             | 4,600            | Runner-up, lost to Dominic Thiem [7]                 |
| 5         | 6        | Kevin Anderson        | 4,295              | 180         | 0               | 4,115            | Withdrew due to elbow injury                         |
| 6         | 7        | Kei Nishikori         | 4,190              | 0           | 45              | 4,235            | Third round lost to Hubert Hurkacz                   |
| 7         | 8        | Dominic Thiem         | 3,800              | 45          | 1,000           | 4,755            | Champion, defeated Roger Federer [4]                 |
| 8         | 9        | John Isner            | 3,405              | 10          | 90              | 3,485            | Fourth round lost to Karen Khachanov [12]            |
| 9         | 10       | Stefanos Tsitsipas    | 3,175              | 25          | 10              | 3,160            | Second round lost to Félix Auger-Aliassime [WC]      |
| 10        | 11       | Marin Čilić           | 3,095              | 45          | 45              | 3,095            | Third round lost to Denis Shapovalov [24]            |
| 11        | 12       | Borna Ćorić           | 2,695              | 360         | 10              | 2,345            | Second round lost to Ivo Karlović                    |
| 12        | 13       | Karen Khachanov       | 2,675              | 10          | 180             | 2,845            | Quarterfinals lost to Rafael Nadal [2]               |
| 13        | 14       | Milos Raonic          | 2,275              | 360         | 360             | 2,275            | Semifinals lost to Dominic Thiem [7]                 |
| 14        | 15       | Daniil Medvedev       | 2,230              | 45          | 45              | 2,230            | Third round lost to Filip Krajinović [Q]             |
| 15        | 16       | Marco Cecchinato      | 2,091              | (80)†       | 10              | 2,021            | Second round lost to Albert Ramos Viñolas            |
| 16        | 17       | Fabio Fognini         | 1,885              | 10          | 10              | 1,885            | Second round lost to Radu Albot [Q]                  |
| 17        | 18       | Nikoloz Basilashvili  | 1,865              | 10          | 10              | 1,865            | Second round lost to Prajnesh Gunneswaran [Q]        |
| 18        | 19       | Gaël Monfils          | 1,740              | 45          | 180             | 1,875            | Quarterfinals withdrew due to Achilles tendon injury |
| 19        | 20       | Pablo Carreño Busta   | 1,705              | 90          | 0               | 1,615            | Withdrew due to shoulder injury                      |
| 20        | 21       | David Goffin          | 1,650              | 0           | 10              | 1,660            | Second round lost to Filip Krajinović [Q]            |
| 21        | 22       | Roberto Bautista Agut | 1,545              | 45          | 10              | 1,510            | Second round lost to Yoshihito Nishioka              |
| 22        | 23       | Kyle Edmund           | 1,520              | 10          | 90              | 1,600            | Fourth round lost Roger Federer [4]                  |
| 23        | 24       | Alex de Minaur        | 1,508              | 25          | 10              | 1,493            | Second round lost to Marcos Giron [Q]                |
| 24        | 25       | Denis Shapovalov      | 1,485              | 25          | 90              | 1,550            | Fourth round lost to Hubert Hurkacz                  |
| 25        | 26       | Diego Schwartzman     | 1,485              | 10          | 45              | 1,520            | Third round lost to Rafael Nadal [2]                 |
| 26        | 28       | Grigor Dimitrov       | 1,310              | 10          | 0               | 1,300            | Withdrew due to shoulder injury                      |
| 27        | 29       | Gilles Simon          | 1,305              | 10          | 45              | 1,340            | Third round lost to Dominic Thiem [7]                |
| 28        | 30       | Lucas Pouille         | 1,265              | 10          | 10              | 1,265            | Second round lost to Hubert Hurkacz                  |
| 29        | 31       | Marton Fucsovics      | 1,220              | 25          | 10              | 1,205            | Second round lost to Stan Wawrinka                   |
| 30        | 32       | Laslo Đere            | 1,211              | 10          | 45              | 1,246            | Third round lost to Miomir Kecmanović [LL]           |
| 31        | 33       | Nick Kyrgios          | 1,205              | 0           | 10              | 1,215            | Second round lost to Philipp Kohlschreiber           |
| 32        | 34       | Guido Pella           | 1,205              | 10          | 45              | 1,240            | Third round lost to John Isner [8]                   |

† Tay vợt không vược qua vòng loại ở giải đấu năm 2018, nhưng điểm bảo vệ từ một giải đấu ATP Challenger Tour.

### Tay vợt rút lui khỏi giải đấu
| Xếp hạng | Tay vợt               | Điểm trước | Điểm bảo vệ | Điểm sau | Lý do rút lui       |
| -------- | --------------------- | ---------- | ----------- | -------- | ------------------- |
| 5        | Juan Martín del Potro | 4,585      | 1,000       | 3,585    | Chấn thương đầu gối |
| 27       | Richard Gasquet       | 1,340      | 0           | 1,340    | Chấn thương háng    |

### Vận động viên khác
Đặc cách:
- Félix Auger-Aliassime
- Laslo Đere
- Jared Donaldson
- Reilly Opelka
- Donald Young

Vượt qua vòng loại:
- Radu Albot
- Alex Bolt
- Dan Evans
- Bjorn Fratangelo
- Marcos Giron
- Prajnesh Gunneswaran
- Ugo Humbert
- Denis Istomin
- Tatsuma Ito
- Filip Krajinović
- Alexei Popyrin
- Elias Ymer

Thua cuộc may mắn:
- Ričardas Berankis
- Miomir Kecmanović
- Andrey Rublev

### Rút lui
Trước giải đấu
- Kevin Anderson → thay thế bởi  Miomir Kecmanović
- Aljaž Bedene → thay thế bởi  Ryan Harrison
- Pablo Carreño Busta → thay thế bởi  Andrey Rublev
- Chung Hyeon → thay thế bởi  Ilya Ivashka
- Juan Martín del Potro → thay thế bởi  Taro Daniel
- Grigor Dimitrov → thay thế bởi  Ričardas Berankis
- Richard Gasquet → thay thế bởi  Federico Delbonis
- Vasek Pospisil → thay thế bởi  Mackenzie McDonald
- Fernando Verdasco → thay thế bởi  Ernests Gulbis

Trong giải đấu
- Gaël Monfils
- Rafael Nadal

### Bỏ cuộc
- Martin Kližan
- Yoshihito Nishioka

## Nội dung đôi ATP

### Hạt giống
| Quốc gia | Tay vợt               | Quốc gia | Tay vợt       | Xếp hạng1 | Hạt giống |
| -------- | --------------------- | -------- | ------------- | --------- | --------- |
| FRA      | Pierre-Hugues Herbert | FRA      | Nicolas Mahut | 7         | 1         |
| GBR      | Jamie Murray          | BRA      | Bruno Soares  | 11        | 2         |
| AUT      | Oliver Marach         | CRO      | Mate Pavić    | 16        | 3         |
| USA      | Bob Bryan             | USA      | Mike Bryan    | 18        | 4         |
| COL      | Juan Sebastián Cabal  | COL      | Robert Farah  | 20        | 5         |
| POL      | Łukasz Kubot          | BRA      | Marcelo Melo  | 20        | 6         |
| RSA      | Raven Klaasen         | NZL      | Michael Venus | 26        | 7         |
| FIN      | Henri Kontinen        | AUS      | John Peers    | 34        | 8         |

- 1 Bảng xếp hạng vào ngày 25 tháng 2 năm 2019.

### Vận động viên khác
Đặc cách:
- Taylor Fritz /  Nick Kyrgios
- Mackenzie McDonald /  Reilly Opelka
- Lucas Pouille /  Stan Wawrinka

Thay thế:
- Adrian Mannarino /  Gaël Monfils

### Rút lui
- Pablo Carreño Busta (chấn thương vai)

## Nội dung đơn WTA

### Hạt giống
Dưới đây là các tay vợt được xếp loại hạt giống. Hạt giống dựa trên bảng xếp hạng WTA vào ngày 25 tháng 2 năm 2019. Xếp hạng và điểm sau thi đấu vào ngày 4 tháng 3 năm 2019.
| Hạt giống | Xếp hạng | Tay vợt                  | Điểm sau thi đấu | Điểm bảo vệ | Điểm giành được | Points after | Status                                            |
| --------- | -------- | ------------------------ | ---------------- | ----------- | --------------- | ------------ | ------------------------------------------------- |
| 1         | 1        | Naomi Osaka              | 6,871            | 1,000       | 120             | 5,991        | Fourth round lost to Belinda Bencic [23]          |
| 2         | 2        | Simona Halep             | 5,727            | 390         | 120             | 5,457        | Fourth round lost to Markéta Vondroušová          |
| 3         | 3        | Petra Kvitová            | 5,605            | 65          | 10              | 5,550        | Second round lost to Venus Williams               |
| 4         | 4        | Sloane Stephens          | 5,277            | 65          | 10              | 5,222        | Second round lost to Stefanie Vögele [Q]          |
| 5         | 5        | Karolína Plíšková        | 5,145            | 215         | 215             | 5,145        | Quarterfinals lost to Belinda Bencic [23]         |
| 6         | 6        | Elina Svitolina          | 4,900            | 65          | 390             | 5,225        | Semifinals lost to Bianca Andreescu [WC]          |
| 7         | 7        | Kiki Bertens             | 4,885            | 10          | 120             | 4,995        | Fourth round lost to Garbiñe Muguruza [20]        |
| 8         | 8        | Angelique Kerber         | 4,880            | 215         | 650             | 5,315        | Runner-up, lost to Bianca Andreescu [WC]          |
| 9         | 9        | Aryna Sabalenka          | 3,565            | 65          | 120             | 3,620        | Fourth round lost to Angelique Kerber [8]         |
| 10        | 10       | Serena Williams          | 3,406            | 65          | 65              | 3,406        | Third round retired against Garbiñe Muguruza [20] |
| 11        | 11       | Anastasija Sevastova     | 3,325            | 120         | 65              | 3,270        | Third round retired against Anett Kontaveit [21]  |
| 12        | 12       | Ashleigh Barty           | 3,285            | 10          | 120             | 3,395        | Fourth round lost to Elina Svitolina [6]          |
| 13        | 13       | Caroline Wozniacki       | 3,118            | 120         | 10              | 3,008        | Second round lost to Ekaterina Alexandrova        |
| 14        | 14       | Daria Kasatkina          | 2,985            | 650         | 10              | 2,345        | Second round lost to Markéta Vondroušová          |
| 15        | 15       | Julia Görges             | 2,780            | 65          | 65              | 2,780        | Third round lost to Mona Barthel                  |
| 16        | 16       | Elise Mertens            | 2,745            | 10          | 65              | 2,800        | Third round lost to Wang Qiang [18]               |
| 17        | 17       | Madison Keys             | 2,726            | 10          | 10              | 2,726        | Second round lost to Mona Barthel                 |
| 18        | 18       | Wang Qiang               | 2,607            | 120         | 120             | 2,607        | Fourth round lost to Bianca Andreescu [WC]        |
| 19        | 19       | Caroline Garcia          | 2,460            | 120         | 10              | 2,350        | Second round lost to Jennifer Brady [WC]          |
| 20        | 20       | Garbiñe Muguruza         | 2,430            | 10          | 215             | 2,635        | Quarterfinals lost to Bianca Andreescu [WC]       |
| 21        | 21       | Anett Kontaveit          | 2,355            | 10          | 120             | 2,465        | Fourth round lost to Karolína Plíšková [5]        |
| 22        | 22       | Jeļena Ostapenko         | 2,251            | 65          | 65              | 2,251        | Third round lost to Markéta Vondroušová           |
| 23        | 23       | Belinda Bencic           | 2,065            | 35          | 390             | 2,420        | Semifinals lost to Angelique Kerber [8]           |
| 24        | 28       | Lesia Tsurenko           | 1,751            | 10          | 65              | 1,806        | Third round lost to Aryna Sabalenka [9]           |
| 25        | 25       | Danielle Collins         | 1,906            | 120         | 65              | 1,851        | Third round lost to Naomi Osaka [1]               |
| 26        | 24       | Carla Suárez Navarro     | 1,923            | 215         | 10              | 1,718        | Second round lost to Natalia Vikhlyantseva [Q]    |
| 27        | 27       | Hsieh Su-wei             | 1,865            | 65          | 10              | 1,810        | Second round lost to Johanna Konta                |
| 28        | 26       | Donna Vekić              | 1,875            | 10          | 10              | 1,875        | Second round lost to Ysaline Bonaventure [Q]      |
| 29        | 31       | Mihaela Buzărnescu       | 1,650            | 10          | 10              | 1,650        | Second round lost to Daria Gavrilova              |
| 30        | 32       | Anastasia Pavlyuchenkova | 1,565            | 10          | 10              | 1,565        | Second round lost to Christina McHale [Q]         |
| 31        | 34       | Aliaksandra Sasnovich    | 1,550            | 65          | 10              | 1,495        | Second round lost to Kateryna Kozlova [Q]         |
| 32        | 35       | Dominika Cibulková       | 1,502            | 10          | 10              | 1,502        | Second round lost to Bianca Andreescu [WC]        |

### Tay vợt rút lui khỏi giải đấu
| Xếp hạng | Tay vợt         | Điểm trước | Điểm bảo vệ | Điểm sau | Lý do rút lui        |
| -------- | --------------- | ---------- | ----------- | -------- | -------------------- |
| 29       | Maria Sharapova | 1,716      | 10          | 1,706    | Chấn thương vai phải |
| 30       | Camila Giorgi   | 1,705      | 0           | 1,705    | Chấn thương          |

### Vận động viên khác
Đặc cách:
- Bianca Andreescu
- Amanda Anisimova
- Jennifer Brady
- Madison Brengle
- Lauren Davis
- Jessica Pegula
- Taylor Townsend
- Sachia Vickery

Bảo toàn thứ hạng:
- Laura Siegemund

Vượt qua vòng loại:
- Ysaline Bonaventure
- Zarina Diyas
- Misaki Doi
- Viktorija Golubic
- Nao Hibino
- Priscilla Hon
- Kateryna Kozlova
- Christina McHale
- Caty McNally
- Natalia Vikhlyantseva
- Stefanie Vögele
- Zhu Lin

### Rút lui
Trước giải đấu
- Camila Giorgi → thay thế bởi  Eugenie Bouchard
- Luksika Kumkhum → thay thế bởi  Magda Linette
- Ekaterina Makarova → thay thế bởi  Johanna Larsson
- Maria Sharapova (chấn thương vai phải) → thay thế bởi  Mona Barthel [2]

### Bỏ cuộc
- Anastasija Sevastova (bệnh do virus)
- Serena Williams (bệnh do virus)

## Nội dung đôi WTA

### Hạt giống
| Quốc gia | Tay vợt            | Quốc gia | Tay vợt                     | Xếp hạng1 | Hạt giống |
| -------- | ------------------ | -------- | --------------------------- | --------- | --------- |
| CZE      | Barbora Krejčíková | CZE      | Kateřina Siniaková          | 3         | 1         |
| HUN      | Tímea Babos        | FRA      | Kristina Mladenovic         | 8         | 2         |
| TPE      | Hsieh Su-wei       | CZE      | Barbora Strýcová            | 20        | 3         |
| USA      | Nicole Melichar    | CZE      | Květa Peschke               | 22        | 4         |
| CAN      | Gabriela Dabrowski | CHN      | Xu Yifan                    | 30        | 5         |
| AUS      | Samantha Stosur    | CHN      | Zhang Shuai                 | 35        | 6         |
| SLO      | Andreja Klepač     | ESP      | María José Martínez Sánchez | 38        | 7         |
| TPE      | Chan Hao-ching     | TPE      | Latisha Chan                | 39        | 8         |

- 1 Bảng xếp hạng vào ngày 25 tháng 2 năm 2019.

### Vận động viên khác
Đặc cách:
- Victoria Azarenka /  Elina Svitolina
- Eugenie Bouchard /  Sloane Stephens
- Serena Williams /  Venus Williams (Rút lui vì tập trung tham dự nội dung đơn)

Thay thế:
- Garbiñe Muguruza /  Carla Suárez Navarro
- Anastasia Pavlyuchenkova /  Anastasija Sevastova

### Rút lui
Trước giải đấu
- Serena Williams (thay đổi lịch)
- Venus Williams (thay đổi lịch)
- Vera Zvonareva

Trong giải đấu
- Carla Suárez Navarro (chấn thương hông)

## Nhà vô địch

### Đơn nam
- Dominic Thiem đánh bại  Roger Federer, 3–6, 6–3, 7–5

### Đơn nữ
- Bianca Andreescu đánh bại  Angelique Kerber, 6–4, 3–6, 6–4

### Đôi nam
- Nikola Mektić /  Horacio Zeballos đánh bại  Łukasz Kubot /  Marcelo Melo, 4–6, 6–4, [10–3]

### Đôi nữ
- Elise Mertens /  Aryna Sabalenka đánh bại  Barbora Krejčíková /  Kateřina Siniaková, 6–3, 6–2